# 1988 год в истории железнодорожного транспорта
1988 год в истории железнодорожного транспорта

## События
- 4 июня — произошла Арзамасская железнодорожная катастрофа.
- 27 июня — крушение на Лионском вокзале в Париже. Инцидент произошёл из-за ошибки машиниста, выпустив весь воздух из тормозной магистрали, вследствие чего, поезд практически лишился способности тормозить. Погибли 56 человек, 57 были ранены.

- 4 октября — произошёл взрыв на станции Свердловск-Сортировочный.
- 16 августа — произошло крушение на перегоне Березайка — Поплавенец поезда «Аврора».
- В СССР открыта узкоколейная железная дорога кооператива Вертикаль.
- В Японии проложены железнодорожные тоннели между островами Хонсю и Хоккайдо под проливом Цугару длиной 54,85 километров, из которых 23 километра находятся непосредственно под проливом на глубине 100 метров от дна и на 240 метров от поверхности воды[1].
- В Германии поезд на магнитном подвесе системы Трансрапид достиг скорости 482 километра в час[1].
- 12 декабря — в Великобритании 35 человек погибло в результате аварии возле Клэпхем Джанкшн на юге Лондона в час пик. Комиссия, расследовавшая эту трагедию, рекомендовало правительству ввести автоматическую систему безопасности поездов[2].
- В Великобритании поезд врезался в мост возле Сент-Хеленс (Мерсисайд). Машинист погиб, 18 пассажиров ранено.[2].

## Новый подвижной состав
- В СССР выпущен тепловоз ТЭП80, считающийся обладателем рекорда скорости среди тепловозов — 271 км/ч.
- В СССР выпущен узкоколейный электровоз ПЭУ2.
- В СССР построен второй состав электропоезда ЭР200.
- Во Франции фирма Alstom выпустила первые электропоезда серии TGV Atlantique.